# Ruby Yayra Goka
Ruby Yayra Goka (sinh ngày 15 tháng 5 năm 1982, Accra) là một nha sĩ và tác giả người Ghana. Bà có 15 cuốn sách để ghi nhận và được biết đến nhiều nhất là một giải thưởng Burt cho người chiến thắng Văn học châu Phi ở Ghana.
Goka, cựu sinh viên của Trường Nha khoa Đại học Ghana, hiện đang đứng đầu Khoa Nha của Bệnh viện Khu vực Volta, Ho.

## Đời sống
Sinh ra ở Accra, Ghana, Goka được sinh ra bởi Simon Yao Goka, một nhà ngoại giao đã nghỉ hưu và Lydia Aku Goka, một người mẹ ở nhà. Khi Ruby được hai tuổi, gia đình bà chuyển đến Ethiopia, nơi bà theo học trường quốc tế Peter Pan. Khi bà lên sáu, gia đình bà quay trở lại Ghana và bà tiếp tục giáo dục cơ bản và trung học tại Trường St. Anthony (1988-96) và Trường Achimota (1996-99) tương ứng cả ở Accra.
bà đã nhận được một BDS từ Trường Nha khoa Đại học Ghana năm 2009  và làm việc trong hai năm tại Bệnh viện Ridge Accra, ở Accra. Sau đó, bà chuyển đến Sogakofe, nơi bà làm việc hai năm tại Bệnh viện quận Nam Tongu. Bà đã trở thành thành viên của Đại học Bác sĩ và Bác sĩ phẫu thuật Ghana vào năm 2016 sau khi hoàn thành khóa đào tạo nội trú tại Bệnh viện giảng dạy Komfo Anokye, Kumasi. Bà hiện đang đứng đầu khoa nha của bệnh viện khu vực Volta, Ho.
Năm 2017, Goka đã giành được một giải thưởng trong hạng mục Tác giả và Viết sáng tạo trong 40 giải thưởng dưới 40 tại Ghana. bà cũng đã được trao Giải thưởng Xuất sắc về Y khoa trong Nha khoa cùng năm. Goka là thành viên năm 2017 của Mandela Washington.

## Giải thưởng
- Giải thưởng y tế xuất sắc - hạng mục nha sĩ (2017)
- Giải thưởng 40 dưới 40 - Quyền tác giả và văn bản sáng tạo (2017) [7]
- Giải thưởng Burt cho Văn học thiếu niên châu Phi (2017) (Chung kết)
- Giải thưởng Nhà văn Ghana - Hạng mục Truyện ngắn (2017) (Chung kết) [8]
- Giải thưởng Burt cho thanh niên châu Phi (2017) (Giải thưởng danh dự) [9]
- Giải thưởng Burt cho văn học châu Phi (2015) (Giải nhất) [10]
- Giải thưởng Burt cho Văn học châu Phi (2014) (Giải nhì) [11]
- Giải thưởng Burt cho văn học châu Phi (2013) (Giải nhất) [12]
- Giải thưởng Burt cho Văn học châu Phi (2012) (Giải nhì)
- Giải thưởng Burt cho Văn học Châu Phi (2012) (Danh dự)
- Giải thưởng Burt cho Văn học châu Phi (2011) (Giải nhì)
- Giải thưởng Burt cho văn học châu Phi (2010) (Giải ba) [13]